# Gassin
Gassin è un comune francese di 2 940 abitanti situato nel dipartimento del Var della regione della Provenza-Alpi-Costa Azzurra. Vi sono nati il tennista Arthur Rinderknech, la stilista e modella Inès de la Fressange e il calciatore David Ginola.
Nel 1987 l'Amministrazione comunale di Gassin ha nominato cittadino onorario della città il senatore Tomaso Zanoletti.

## Società

### Evoluzione demografica
Abitanti censiti